# Grumman F8F Bearcat
Грумман F8F «Беркет» (англ. Grumman F8F Bearcat; амер.розм. Задирака, Забіяка) — американський палубний винищувач періоду Другої світової війни. Створений в 1943—1944 роках фірмою Grumman на замовлення ВМС США на легкий палубний винищувач для дії на малих і середніх висотах, призначений для заміни застарілого винищувача F6F «Хелкет», також розробленого Grumman. Серійне виробництво F8F велося з початку 1945 по початок 1948 року, всього було випущено 1014 літаків. У війська літаки цього типу почали надходити в травні 1945 року, проте у бойових діях Другої світової війни участі так і не взяли. F8F був одним з основних палубних винищувачів ВМС і Корпусу морської піхоти США у перші повоєнні роки, але з появою наприкінці 1940-х років палубних реактивних винищувачів, F8F незабаром були повністю замінені ними і зняті з озброєння США в 1955 році, так і не взявши участь у боях. По мірі зняття з озброєння, F8F поставлялися французьким ВПС, які використовували їх у ході Індокитайської війни і Тайським ВПС, деяка літаків також потрапили від французів до ВПС Південного В'єтнаму, де F8F експлуатувалися аж до початку 1960-х років.

## Тактико-технічні характеристики

### Технічні характеристики F8F-1 (F8F-2)
- Екіпаж: 1 пілот
- Довжина: 8,61 м
- Розмах крила: 10,92 м
- Висота: 4,21 м
- Площа крила: 22,67 м²
- Маса порожнього: 3 207 кг
- Маса спорядженого: 4 354 (4 627) кг
- Максимальна злітна маса: 5 873 (6 105) кг
- Двигун: 1 × радіальний 18-циліндровий Pratt & Whitney R2800-34W
- Потужність: 2 100 (2 250) к.с.

### Льотні характеристики

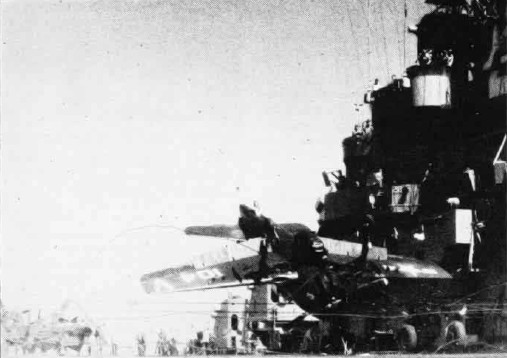

- Максимальна швидкість: 680 (730) км/год на 6 000 м
- Практична дальність: 2 950 км
- Практична стеля: 11 800 (12 436) м
- Швидкопідйомність: 23,2 м/с. на рівні моря

### Озброєння
- 4 × 12,7-мм кулемети Browning M2,M3 в корені крила, на літаках пізніх серій замінено 4 × 20-мм гарматами AN/M3
- 4 × 127-мм ракети HVAR або 2 × 298-мм ракети Tiny Tim або 2 бомби по 1000 фнт на зовнішніх підвісках або 1 бомба 752 кг

## Оператори
- США
- Франція
- Таїланд
- Південний В'єтнам

## Цікавий факт
- Попередній рекорд швидкості, встановлений у 1939 р. на літаку Мe.209, протримався 30 років і був перекритий лише у 1969 році на модифікованому F8F. 9[джерело?]
- 21 серпня 1989 р. Лайл Шелтон на літаку Рер Бер (Rare bear) — модифікований варіант моделі Груммана F8F «Беркет» — встановив рекорд швидкості для цього класу літальних апаратів, затверджений Міжнародною авіаційною федерацією (ФАІ). Він пролетів дистанцію 3 км в районі Лас-Вегаса, шт. Невада, США, зі швидкістю 850,24 км/год.